# Tortanus discaudatus
Tortanus discaudatus is een eenoogkreeftjessoort uit de familie van de Tortanidae. De wetenschappelijke naam van de soort is voor het eerst geldig gepubliceerd in 1897 door Thompson I.C. & Scott A.) In Herdman, Thompson & Scott.